# Rodrigo Alvim
Rodrigo Oliveira da Silva Alvim est un footballeur brésilien né le 25 novembre 1983 à Porto Alegre.

## Biographie

### Palmarès
- Paysandu SC
  - Vainqueur du Championnat du Pará de football de 2013